# Obsjtina Rakitovo
Obsjtina Rakitovo (bulgariska: Община Ракитово) är en kommun i Bulgarien.   Den ligger i regionen Pazardzjik, i den sydvästra delen av landet, 100 km sydost om huvudstaden Sofia. Obsjtina Rakitovo ligger vid sjön Batak.
Obsjtina Rakitovo delas in i:
- Dorkovo
- Kostandovo

Följande samhällen finns i Obsjtina Rakitovo:
- Rakitovo
- Kostandovo
- Dorkovo

I omgivningarna runt Obsjtina Rakitovo växer i huvudsak blandskog. Runt Obsjtina Rakitovo är det glesbefolkat, med 11 invånare per kvadratkilometer.